# Борго Тичино
Бо̀рго Тичѝно (на италиански: Borgo Ticino, на местен диалект: Burgh Tisin, Бюрг Тисин, на пиемонтски: Borgh Tisèn, Борг Тисен) е градче и община в Северна Италия, провинция Новара, регион Пиемонт. Разположено е на 324 m надморска височина. Населението на общината е 5036 души (към 2013 г.).